# Globos de Ouro 2002
Die 7. Verleihung des Globo de Ouro 2002 fand am 5. Mai 2002 im Coliseu dos Recreios in Lissabon statt. Der Gala-Abend wurde von Catarina Furtado und Herman José moderiert und vom mitveranstaltenden Fernsehsender SIC übertragen.
Den Globo de Ouro, für ihre Leistungen im Jahr 2001, erhielten im Jahr 2002 folgende Persönlichkeiten:

## Auszeichnungen nach Kategorien

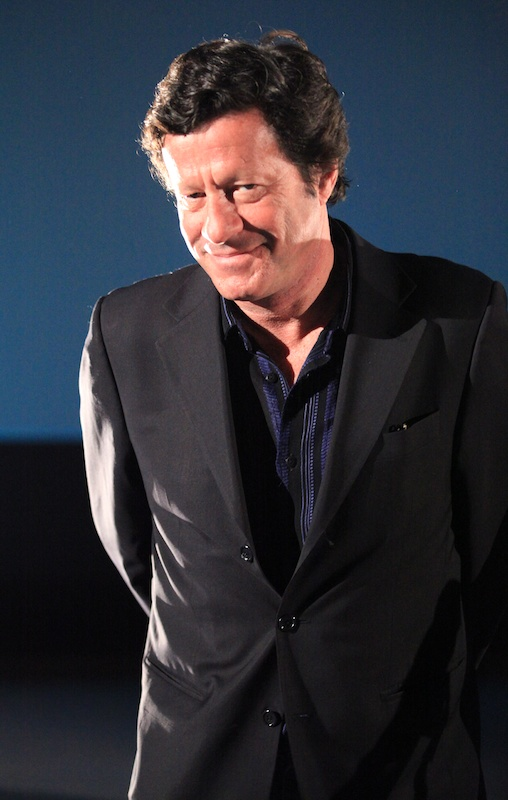
Joaquim de Almeida

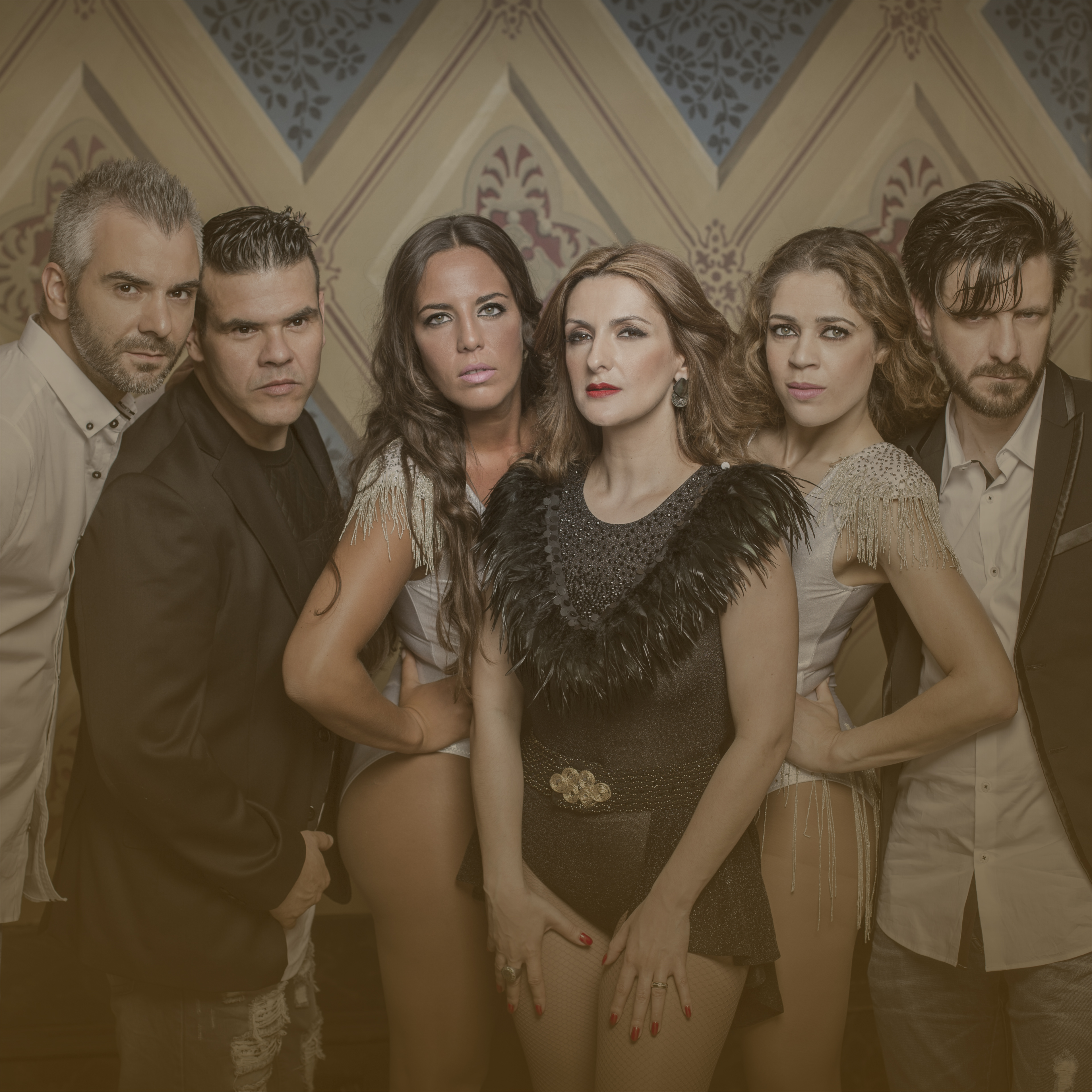
Santamaria (2015)

Logo der RTP-Nachrichtensendung Telejornal

### Kino
- Bester Film: Vou para Casa von Manoel de Oliveira (Regisseur)
  - nominiert: A Janela von Edgar Pêra
  - nominiert: A Suspeita von João Miguel Ribeiro (Trickfilm)
  - nominiert: No Quarto da Vanda von Pedro Costa

- Beste Schauspielerin: Rita Blanco für Ganhar a Vida (João Canijo)
  - nominiert: Isabel Ruth für A Raíz do Coração (Paulo Rocha)
  - nominiert: Joana Bárcia für A Raíz do Coração (Paulo Rocha)
  - nominiert: Lúcia Sigalho für A Janela von Edgar Pêra

- Bester Schauspieler: Joaquim de Almeida für O Xangô de Baker Street (Miguel Faria Jr.)
  - nominiert: Adriano Luz für Ganhar a Vida (João Canijo)
  - nominiert: Manuel João Vieira für A Janela von Edgar Pêra
  - nominiert: Rui Morisson für Quem És Tu? (João Botelho)

### Theater
- Beste Schauspielerin: Irene Cruz
- Bester Schauspieler: João Perry
- Beste Aufführung:  Amadeus (Inszenierung Carlos Avilez)

### Musik
- Bester Einzelinterpret: João Pedro Pais
- Beste Gruppe: Santamaria
- Bestes Lied: Não Há (João Pedro Pais)

### Fernsehen
- Beste Schauspielerin Fiktion und Komödie: Maria Rueff
- Bester Schauspieler Fiktion und Komödie: Ruy de Carvalho
- Beste Sendung Fiktion und Komödie: Olhos de Água
- Bester Ansager Information: José Alberto Carvalho (Telejornal RTP)
- Beste Moderator Unterhaltung: Herman José
- Beste Sendung Fiktion und Komödie: Cuidado com as Aparências
- Beste Sendung Unterhaltung: Hermann SIC
- Beste Sendung Information: Jornal da Noite

### Ehrenpreis für Verdienst
- Agustina Bessa-Luís